# 亀谷理子
亀谷 理子（かめがい あやこ、8月5日 - ）は、日本の女性声優、俳優、ミュージシャン。北海道余市町出身。LAL所属。

## 略歴
IAMインターナショナル・メディア学院東京校出身。
かつてはIAMエージェンシーに所属していた。
かめがいあやこ名義で、セカイ系おしゃべりポップユニット「ポップしなないで」のキーボードボーカルとしても活動している。

## 人物
声種はメゾソプラノからアルト。方言は北海道弁。
趣味はイラストロジック。特技は英会話（留学経験あり）、ピアノ弾き語り。
資格は普通自動車第一種運転免許（AT限定）、英検準1級、TOEIC890。
実家は寺院。

## 出演

### テレビアニメ
2014年
- ガンダムビルドファイターズトライ （女子生徒）

2016年
- マクロスΔ（海猫）

2017年
- 僕のヒーローアカデミア （少年）

2018年
- からくりサーカス（女子）
- 若おかみは小学生!（向坂麻由佳）

### 劇場アニメ
- 僕のヒーローアカデミア THE MOVIE〜2人の英雄〜（2018年）
- 若おかみは小学生!（2018年、向坂麻由佳）

### Webアニメ
- 進研ゼミ中学講座 オリジナルアニメ「君を動かせ」（2019年）
- アークナイツ スピンオフショートアニメ『テラライブ』（2025年、ロベルタ[7]）

### ゲーム
- イニリス（伊織、ハルディア）※中国配信
- はぐるまメモリーズ（2018年、オギミオ）
- 東京クロノス（2019年、櫻井凛、蔭山哲〈少年期〉、女子高生）
- ポケモンマスターズ / EX（2019年 - 2023年、ラン[8]）
- アークナイツ（2022年、ロベルタ[9]）

### 吹き替え
- 素敵な人生の終り方（ドーン）

### 舞台
- シーラカンスプロデュース Vol.2 『W・シェイクスピア HUMAN』（2014年10月22日 - 26日、本多劇場）- アンサンブルキャスト[10]
- Cambria Labo vol.3 『トロイアの女たち』（2016年8月24日 - 28日、アトリエファンファーレ高円寺）- アンドロマケ 役
- 神楽坂怪奇譚「棲」（2017年8月15日 - 17日、TheGLEE）- 女童 役
  - 神楽坂怪奇譚「棲」再演（2018年2月28日 - 3月4日、TheGLEE）- 女童 役[11]
  - 神楽坂怪奇譚「棲」再再演（2018年11月20日 - 25日、TheGLEE）- 女童 役[12]
- 東海道四谷怪談外伝・嘘（2019年1月31日 - 2月3日、白金高輪SELENE b2）- 鼠 役
- ハルベリーオフィス設立10周年記念公演第1弾『輪廻転生∞楽園ダイバー』（2024年3月13日 - 17日、新宿シアタートップス）- 申 役[13]

### ラジオ
- Fan×Fun Friday 〜声優ラジ☆DO LOVE〜（2016年1月8日 - 12月30日、レインボータウンFM）- パーソナリテイ

### CM
- 損保ジャパン『故障も補償は損保ジャパン』篇[14]

### ミュージック・ビデオ
- ネクライトーキー Lyric Video「怠惰でいいナ」（2025年4月24日 公開）[15]

### アプリ
- 森のえほん館 絵本
  - 「こわがりひこうきのブル」
  - 「ミートソース!」